# Ustawa o rodzinnych ogrodach działkowych (2013)
Ustawa z dnia 13 grudnia 2013 r. o rodzinnych ogrodach działkowych – polska ustawa, uchwalona przez Sejm, regulująca kwestie prawne związane z rodzinnymi ogrodami działkowymi.

## Geneza ustawy
W 2012 r. znaczna część przepisów ustawy z dnia 8 lipca 2005 o rodzinnych ogrodach działkowych, w tym monopol Polskiego Związku Działkowców na zakładanie ogródków działkowych, obowiązek zrzeszania się działkowców w PZD, zwolnienie PZD z opłat i podatków i obowiązek przekazywania mu ziemi przez samorządy, została uznana przez Trybunał Konstytucyjny za niezgodną z Konstytucją. Zgodnie z wyrokiem Trybunału Konstytucyjnego zakwestionowane przepisy ustawy z 2005 r. miały utracić moc obowiązującą 21 stycznia 2014 r., z wyjątkiem art. 10, który utracił moc 20 lipca 2012 r.
Orzeczenie Trybunału Konstytucyjnego było impulsem do stworzenia nowego aktu prawnego, będącego podstawą funkcjonowania rodzinnych ogrodów działkowych. Nowa ustawa o rodzinnych ogrodach działkowych weszła w życie 19 stycznia 2014 roku, derogując ustawę z 2005 roku. Zgodnie z nią rodzinne ogrody działkowe są prowadzone przez stowarzyszenia ogrodowe. W taką organizację przekształcił się także Polski Związek Działkowców.

## Przedmiot regulacji
Ustawa określa:
- cele działania rodzinnych ogrodów działkowych,
- zasady zakładania i funkcjonowania ROD,
- zasady likwidacji częściowej i całkowitej ROD,
- zasady ustanawiania prawa do działki w ROD,
- obowiązki działkowca związane z użytkowaniem działki,
- sytuacje, w których następuje wygaśnięcie prawa do działki,
- zasady działania stowarzyszeń ogrodowych i ich związków,
- zasady prowadzenia ewidencji działek.

## Nowelizacje
Ustawę znowelizowano trzykrotnie. Ostatnia zmiana weszła w życie 19 września 2020 roku. Pierwsza zmiana dotyczyła wprowadzenia definicji legalnej altany działkowej. Weszła ona w życie 30 kwietnia 2015 r.